# Рудольф Сімонсен
Рудольф Херманн Сімонсен (дан. Rudolph Hermann Simonsen; 30 квітня 1889 — 28 березня 1947) — данський композитор, піаніст і музичний педагог.
Закінчив Королівську Данську консерваторію, учень Агнеси Адлер (фортепіано) і Отто Маллінга (композиція і теорія). У 1911 році дебютував як піаніст.
У композиторській спадщині Сімонсена найбільш відомі фортепіанний концерт фа мінор (1915), два струнних квартети і 4 програмних симфонії, написані в 1920—1925: «Сіон», «Еллада», «Рим» і «Данія».
У 1928 році симфонія № 2 «Еллада» була відзначена бронзовою медаллю в Конкурсі мистецтв на IX Олімпійських іграх в Амстердамі (номінація — оркестрова музика). Золота і срібна медалі в даній номінації не присуджувалися.
Крім того, Сімонсен опублікував п'ять книг загального характеру з історії музики.
З 1931 року і до кінця життя Сімонсен очолював Королівську Данську консерваторію. Серед його учнів, зокрема, Х. Д. Коппель.